# Memecylon symplociforme
Memecylon symplociforme är en tvåhjärtbladig växtart som beskrevs av Elmer Drew Merrill. Memecylon symplociforme ingår i släktet Memecylon och familjen Melastomataceae. Inga underarter finns listade i Catalogue of Life.